# Hôtel de la Caisse d'épargne de Langres
L’hôtel de la Caisse d’épargne est un bâtiment du début du XXe siècle situé à Langres, en France. Il a autrefois accueilli un établissement bancaire, pour lequel il a été construit. Actuellement, le local de l'ancienne Caisse d'Épargne sert de salle d'expositions au Centre Culturel Arteméum, fondé en 2019 par le compositeur et écrivain Carlos Micháns, et l'économiste Marcel Peek.

## Situation et accès
L’édifice est situé au no 4 de la place Jeanne-Mance, à l’angle de la rue du Cardinal-de-la-Luzerne, dans le centre-ville de Langres, et plus largement au sud du département de la Haute-Marne. 

## Histoire

### Première pierre
La cérémonie de pose de la première pierre a lieu le 15 juin 1905, à 10 h, sous la présidence du dénommé Charton (ancien agréé et ancien adjoint du maire) et en présence du conseil des directeurs. Un procès-verbal de la cérémonie et une plaque de cuivre avec les noms gravés de tous les directeurs alors en exercice sont placés dans un portefeuille en plomb soudé ; le portefeuille placé dans le creux de la pierre prévu à cet effet, celle-ci est scellée par Charton. Du champagne est par la suite servi aux directeurs et aux 45 ouvriers travaillant sur le chantier. La cérémonie est aussi l’occasion pour le conseil des directeurs de gratifier le chef de chantier Mandon et les travailleurs,.